# Димитриос Хадзулас
Димитриос Хадзулас (на гръцки: Δημήτριος Χατζούλας) е гръцки андартски капитан, деец на Гръцката въоръжена пропаганда в Източна Македония.

## Биография
Димитриос Хадзулас е роден в кавалското гръцко село Косруп, тогава в Османската империя, днес Месоропи, Гърция. При започването на гръцката пропаганда формира чета, с която действа в Кушница и Драмско. Близък сътрудник на гръцкия консул в Кавала Стилианос Мавромихалис.